# Papkasseshow
Papkasseshow er et dansk underholdningsband/komikerpar bestående af Kim Dalum og Morten Henriksen. Duoen udmærker sig ved, at de spiller på guitar og papkasse til stort set alle slags arrangementer.

## Karriere
Gruppen startede som gademusikanter i København, men begyndte snart at optræde på forskellige spillesteder og festivaler rundtom i landet.
I 1996 hittede de med sangen "Kender du det? (Mona, Mona)", der var en coverversion af Søren Kragh-Jacobsens nummer, coverversionen var med på Absolute Music 12. Sangen opnåede syv uger på Tjeklisten og toppede som #10.
I 2004 var de en del af underholdningen til Dansk Melodi Grand Prix 2004 og varmede op i Parken i 2001 til Eurovision Song Contest 2001. Derudover har bandet optrådt i England, Sverige, Singapore, Reykjavik og Ukraine.
I 2012 skrev de sangen "Nazdorovjo", der var en hyldestsang til det danske fodboldlandshold til Europamesterskabet i fodbold 2012.

## Diskografi

### Albums
- Kender du det? (Mona Mona)
- Costa del Sol
- Emballage
- Jubilæumsspecial med Papkasseshow
- Så går vi til fodboldkamp
- Det kan ske igen (kan du huske)
- Boom Boom – Message from my heart
- King-Guru
- Så blev det jul

### Gæsteoptrædener
- 1996 Rimelig rar rimelig rå ("Det Min Fødselsdag")
- 2000 13 Rigtige ("Los mig hårdt i bollerne")
- Fra alle os til alle jer ("Det ren og skært nødvendige")
- Radiohitz – Live & unplugged ("Wont´cut my hair", D.A.D)

### Singler
- 1996 "Kender du det? (Mona, Mona)" #10 DK